# Орбеліані
Орбеліа́ні — грузинський княжий рід. Одна з найстаріших гілок роду Бараташвілі (Бараташвілі-Орбелішвілі, надалі просто Орбеліані чи Джамбакуріан-Орбеліані).

## Видатні представники роду
- Сулхан-Саба Орбеліані (1658—1725) — князь, грузинський письменник, вчений та політичний діяч.
- Родам Орбеліані (у чернецтві – Катерина; ?—1691). З 1658 року — дружина Вахтанга Мухран-Батоні (надалі — цар Картлі Вахтанг V). На вимогу шаха Вахтанг розлучився з Родам та одружився з вдовою царя Ростома — царицею Маріам (до шлюбу Дадіані). Мати царя Георгія XI.
- Бесаріон Орбеліані — католикос-патріарх Грузії (1724—1737).
- Анна (Мате) Орбеліані (1765—1832). Вихованка царя Іраклія II й цариці Дареджан. Була одружена з царем Імереті Давидом II (1784—1789) (1755/6-1.11.1795).
- Зураб Джамбакуріан-Орбеліані (1766—1827) — князь, начальник Тіфліської митниці, колезький радник (1826). Був одружений (з 1800) із княгинею Хорешан (Анною-Ханум) Андронікашвілі. В шлюбі народились:
  - Єфимія Орбеліані (1801—1849), була одружена з майором князем Мелітоном Бараташвілі (1795—1860), їхній син — поет Микола Бараташвілі
  - Григорій Джамбакуріан-Орбеліані (1804—1883) — князь, генерал, один з найвидатніших діячів Кавказької війни, поет.
  - Захарій Дмитрович (1806—1847), полковник
  - Ілля Орбеліані (1815—1853) — князь, генерал, герой Кримської війни. Його син —
    - Георгій (1853—1924) — князь, генерал, учасник російсько-японської війни.
- Вахтанг Орбеліані (1812—1890) — князь, генерал-лейтенант, грузинський поет-романтик.
- Єлизавета Орбеліані (1833—1899) — княжна, племінниця Вахтанга Орбеліані. Першим шлюбом була одружена з Володимиром Давидовим; другим – з генерал-фельдмаршалом, князем Олександром Барятинським (1815—1879). Від князя Барятинського народила сина, князя Кирила (1871—1937).
- Анастасія Орбеліані (1825—1907) — княжна, була одружена з кутаїським генерал-губернатором князем Олександром Гагаріним (1801—1857), якого убив володар Сванетії князь Костянтин Дадешкеліані.
- Йосиф Орбеліані (1825—1879) — князь, генерал-майор, герой Кримської війни.
- Дмитро Орбеліані (1763—1827) — генерал-лейтенант, учасник Кавказьких походів.
- Тамаз Орбелані (1767—1815) — генерал-майор. Його сини:
  - Дмитро (1797—1868) — генерал-лейтенант
  - Мамука (1800—1871) — генерал-майор
    - Іван (1844—1919) — генерал від кавалерії.

  - Іван (1809—1866) — генерал-майор
- Орбеліані Іліодор Миколайович

## Дворянські роди-васали
- Чачікашвілі,
- Каїтмазашвілі,
- Довраташвілі,
- Багратісшвілі,
- Шабурісшвілі,
- Мортуладзе,
- Кобахісшвілі,
- Тарієлісшвілі,
- Коїнідзе,
- Хандамісшвілі,
- Бучкіашвілі,
- Автанділашвілі,
- Мачаваріані,
- Джаніашвілі,
- Нацвлішвілі,
- Сакварелідзе,
- Бандзашвілі,
- Кавтарадзе,
- Гереулі,
- Каргаретелі,
- Бежіташвілі,
- Лоладзе,
- Шергілашвілі,
- Габілашвілі,
- Діванашвілі,
- Каосідзе,
- Кочібролашвілі,
- Еліозісшвілі